# Hilterfingen
Hilterfingen est une commune suisse du canton de Berne, située dans l'arrondissement administratif de Thoune.

Photo aérienne par Walter Mittelholzer (1925).

## Géographie
La commune de Hilterfingen est située sur la rive droite du lac de Thoune, dans le canton de Berne, en Suisse. La commune comprend les villages de Hilterfingen et de Hünibach, ce dernier ayant appartenu à la commune de Heiligenschwendi jusqu'en 1958.

## Monuments

### Château de Hünegg
La commune compte sur son territoire le château de Hünegg, classé comme bien culturel d'importance nationale. Il héberge désormais un musée de l'habitat.

### Chartreuse de Hünibach
La chartreuse de Hünibach était une maison de campagne de style néogothique édifiée vers 1820 par le maire de Berne Niklaus Friedrich von Mülinen. Elle doit son nom aux moines qui avaient, par le passé, eu des vignes à cet endroit. Elle a remplacé une maison préexistante qu'il avait achetée en 1807 et où avait eu lieu en 1811, l'assemblée fondatrice de la Société suisse d'histoire,. Von Mülinen y réunit régulièrement des artistes, diplomates et scientifiques de toute l'Europe. En 1831, la chartreuse est rachetée par Adolphe Rodolphe Émile de Rougemont (1805-1844), le fils du banquier Denis de Rougemont de Löwenberg,. En 1896, le domaine de la chartreuse est rachetée par le baron Moritz von Zedtwitz, un diplomate prussien à la retraite, afin d'y construire un château. La chartreuse est donc détruite et le château est achevé en 1902.